# Premio Internacional Gerardo Diego

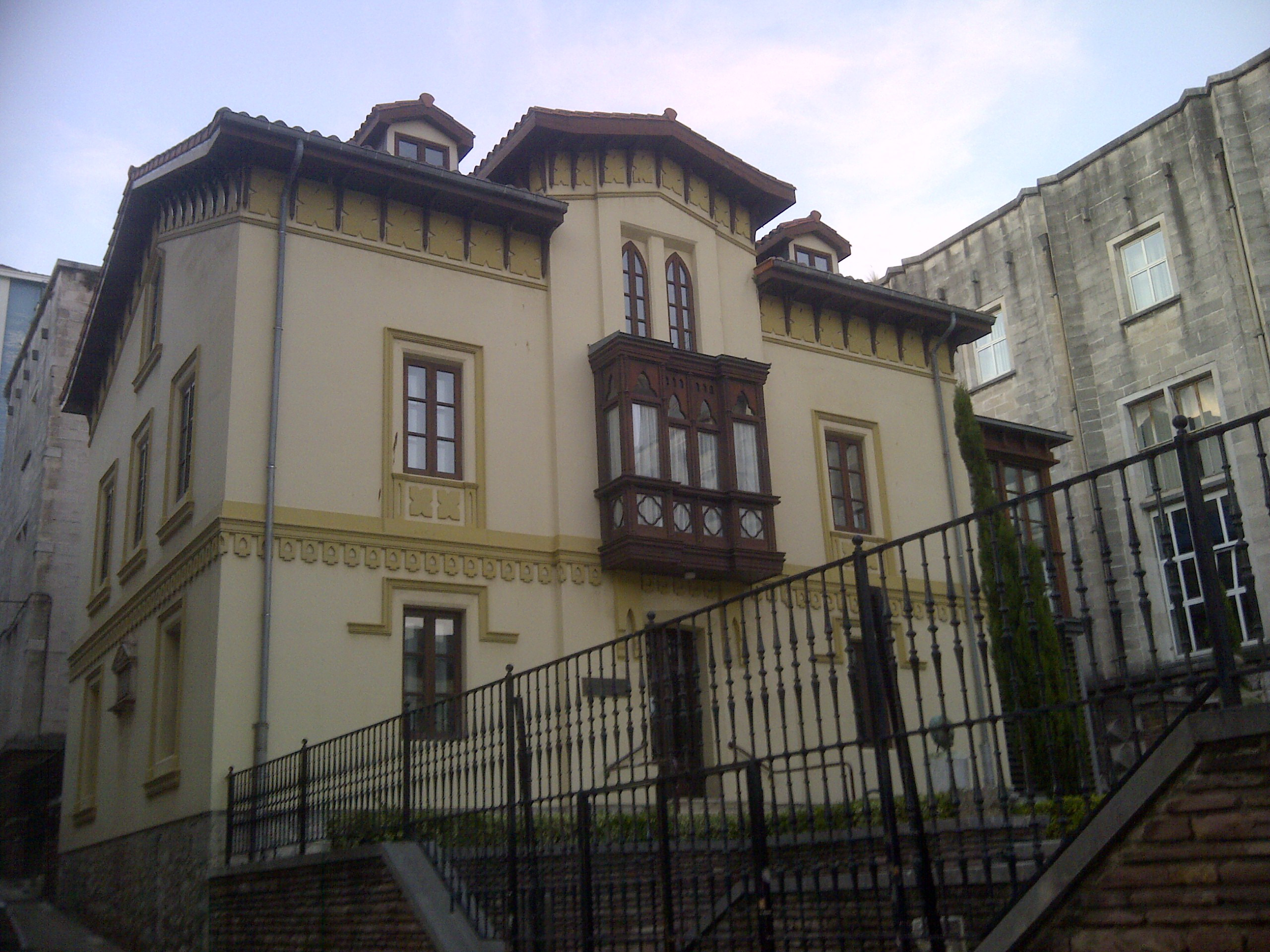
Casa-museo de Menéndez Pelayo, sede de la Fundación Gerardo Diego.

El Premio Internacional Gerardo Diego de Investigación Literaria es un galardón convocado anualmente por la Fundación Gerardo Diego. Creado en 2001, cuenta con la colaboración de la Consejería de Cultura, Turismo y Deporte del Gobierno de Cantabria y del Ayuntamiento de Santander. El premio, dotado con 6000 euros, quiere ser un homenaje al poeta santanderino Gerardo Diego recordando su labor como teórico y estudioso. Está dirigido a ensayos inéditos sobre la poesía española de los siglos XX y XXI. La obra premiada es publicada por la Editorial Pre-Textos.
Entre otros, han formado parte del jurado Ricardo Senabre, Francisco Javier Díez de Revenga, Rosa Navarro Durán, Pilar Palomo Vázquez, Antonio Sánchez Trigueros, Juan Manuel Díaz de Guereñu, José Luis Bernal Salgado.

## Lista de galardonados
Lista de los ganadores del premio, junto al nombre de obra.
| Edición | Año  | Premiado/a                    | Obra ganadora |
| ------- | ---- | ----------------------------- | --- |
| I       | 2001 | Miguel Ángel García García    | El Veintisiete en Vanguardia. Hacia una lectura histórica de las poéticas moderna y contemporánea.                                      |
| II      | 2002 | José Luis Gómez Toré          | La mirada elegíaca. El espacio y la memoria en la poesía de Francisco Brines.                                                           |
| III     | 2003 | Fernando Yubero               | La poesía de Ángel Crespo. La construcción del sentido imaginario.                                                                      |
| IV      | 2004 | Jordi Ardanuy                 | La poesía de Claudio Rodríguez. Límite, símbolo y transcendencia.                                                                       |
| V       | 2005 | José Luis Rey                 | Caligrafía del fuego. La poesía de Pere Gimferrer (1962 - 2001).                                                                        |
| VI      | 2006 | Luis Bagué Quílez             | Poesía en pie de paz. Modos del compromiso hacia el tercer milenio.                                                                     |
| VII     | 2007 | José Luis Bernal Salgado      | «Manual de Espumas». La madurez creacionista de Gerardo Diego.                                                                          |
| VIII    | 2008 | José Ramón López García       | Vanguardia, revolución, exilio. La poesía de Arturo Serrano Plaja.                                                                      |
| IX      | 2009 | Mario Martín Gijón            | Una poesía de la presencia. José Herrera Petere en el surrealismo, la guerra y el destierro.                                            |
| X       | 2010 | Alfonso Berrocal              | Poesía y filosofía: María Zambrano, la Generación del 27 y Emilio Prados.                                                               |
| XI      | 2011 | Tomás-Néstor Martínez Álvarez | El sometimiento de la palabra (poética). La poesía de Diego Jesús Jiménez entre «Fiesta en la Oscuridad» e «Itinerario para náufragos». |
| XII     | 2012 | José Teruel Benavente         | Los años norteamericanos de Luis Cernuda.                                                                                               |
| XIII    | 2013 | Ramón Sánchez Ochoa           | Poesía de lo imposible. Gerardo Diego y la música de su tiempo.                                                                         |
| XIV     | 2014 | Rafael Llano Sánchez          | La imagen duende. García Lorca y Val del Omar.                                                                                          |
| XV      | 2015 | Juan Carlos Fernández Serrato | La mirada de Orfeo. Entre poesía e imagen en los iconotextos de Jenaro Talens.                                                          |
| XVI     | 2016 | Manuel Valero Gómez           | Juan Gil Albert y la poesía española del siglo XX.                                                                                      |
| XVII    | 2017 | José Antonio Llera            | Vanguardismo y memoria. La poesía de Miguel Labordeta.                                                                                  |
| XVIII   | 2018 | Stefano Pradel                | Vértigo de las cenizas. La estética del fragmento en José Ángel Valiente.                                                               |
| XIX     | 2019 | Carlos León Liquete           | Juan Ramón Jiménez desde «Animal de fondo».                                                                                             |
| XX      | 2020 | Sergio García García          | Mezclando memoria y deseo. La poesía de Manuel Vázquez Montalbán (1963-2003).                                                           |
| XXI     | 2021 | Rubén Pujante Corbalán        | Vértigo y luz. Sublimidad y sinestesia en el ciclo de senectud de Antonio Gamoneda.                                                     |
| XXII    | 2022 | Raúl Enrique Asencio          | A la espera. La poesía de José Jiménez Lozano.                                                                                          |
| XXIII   | 2023 | Manuel José Ramos Ortega      | Pedro Salinas, el deseo interminable.                                                                                                   |